# Пачија посла
Пачија посла (енгл. Migration) америчка је рачунарско-анимирана авантуристички филмска комедија из 2023. године. Режију потписује Бенџамин Ренер, по сценарију Мајк Вајт. Гласове главним улогама позајмљују: Кумаил Нанџијани, Елизабет Бенкс, Киган-Мајкл Ки, Аквафина и Дени Девито.
Премијерно је приказан 19. октобара 2023. године на VIEW Conference у Торино, Италија, док је 22. децембара пуштен у биоскопе у САД, односно 7. децембара у Србији.

## Радња
У малом језеру, негде у шуми Нове Енглеске, забринути Мек Малард стално одвраћа своју децу, Дакс и Гвен, од истраживања спољног света, на велику жалост своје супруге Пем.
Једног дана, породица Малард упознаје јато патака које мигрира на југ ка Јамајци, што породици делује занимљиво, али Мек не показује никакво интересовање. Пем говори Меку да мора да отвори очи према свету ван њиховог језера. Те ноћи, Мек разговара са својим старијим ујаком Даном, који такође не жели да напусти језеро. Међутим, ујак Тута подстиче Мека да преиспита свој став, и он одлучује да дозволи својој породици да мигрира, док се ујак Тута придружује на Гвенин наговор.
Током кишне олује, они проналазе заклон у мочвари испод шеталишта, где срећу полуделу стару чапљу по имену Ерин, која их води до своје колибе да проведу ноћ са њом и њеним мужем Харијем. Иако делују застрашујуће, чапље показују своје добре намере тако што спашавају Дакс и Гвен од сомовине.
Следећег дана, Малардови стижу у Њујорк, где се ујак Тута одваја и доводи патке у невољу с јатом голубова које предводи Буква. Ипак, Пем својим одлучним ставом стиче Буквино поверење и он их води до њеног пријатеља Делроја, ара папагаја из Јамајке који је заробљен у кавезу од стране људског кувара. Желећи да ослободе Делроја, Мек и Пем продиру у ресторан где кувар ради како би набавили кључ од његовог кавеза. Након што су избегли људе, успевају да узму кључ и ослободе Делроја, који их захвално води у Јамајку.
Док се Гвен зауставља на паузу, Мек убрзо проналази улаз у рај препун америчких пекина. Група почиње да ужива, али Дакс убрзо открива да је то заправо фарма патака, а кувар из ресторана један од њихових клијената. Дакс помаже пекиншким паткама и својој породици да побегну с фарме, али губи перје на крилима након што га је кувар нагазио, чинећи га неспособним за летење. Птице се заустављају у одмаралишту где Мек критикује Дакс због његове непромишљености, што узрокује да га Дакс одбаци.
Убрзо, кувар проналази птице помоћу хеликоптера и заробљава их у мрежи, док се Дакс и Гвен успевају сакрити. У хеликоптеру, кувар планира да прво убије Мека и Пем, због чега Пем пада у очај, али је Мек подиже на ноге. Пем покушава да притисне дугме канџом да ослободи птице кроз салса плес који су научили у ресторану, али их кувар хвата. У том тренутку, Делрој, ујак Тута и америчке пекинске патке коначно се супротстављају и гађају кувара воћем и поврћем. Кувар се онесвешћује након што га погоди тиква, притиска дугме које ослобађа Мека и Пем из кавеза, а они падају из хеликоптера. Спашавају их њихова деца, с тим што је Дакс поправио своја крила користећи перје других птица.
На крају, предвођени Даксом, птице стижу на Јамајку, где се Делрој поново спаја са својом породицом и пријатељима, а Малардови сустижу породицу патака која их је посетила на њиховом језеру. Следећег пролећа, породица се спрема за повратак кући када Мек примећује групу пингвина који покушавају да стигну на Јужни пол и спреман је да им помогне.

## Гласовне улоге
| Улога   | Енглески глас    | Српски глас        |
| ------- | ---------------- | ------------------ |
| Мек     | Кумаил Нанџијани | Срђан Јовановић    |
| Пем     | Елизабет Бенкс   | Ива Манојловић     |
| Дакс    | Каспар Џенингс   | Виктор Мајер       |
| Гвен    | Треси Газал      | Маша Николић       |
| Тута    | Дени Девито      | Ђурђина Радић      |
| Делрој  | Киган-Мајкл Ки   | Борис Лукман       |
| Буква   | Аквафина         | Драган Вујић       |
| Ерин    | Керол Кејн       | Валентина Павличић |
| Гоо Гоо | Дејвид Мичел     | Арсеније Тубић     |
| Ким     | Изабела Мерсед   | Мина Ивановић      |